# Camacolaimoides
Camacolaimoides är ett släkte av rundmaskar. Camacolaimoides ingår i familjen Leptolaimidae.
Kladogram enligt Catalogue of Life:
| Camacolaimoides | \| \| Camacolaimoides praedator \| \| \| \| \| \| Camacolaimoides propinquus \| \| \| \| |
|                 | \| \| Camacolaimoides praedator \| \| \| \| \| \| Camacolaimoides propinquus \| \| \| \| |
|                 | Camacolaimoides praedator                                                                |
|                 |                                                                                          |
|                 | Camacolaimoides propinquus                                                               |
|                 |                                                                                          |